# Hidrocentrala Sadu I

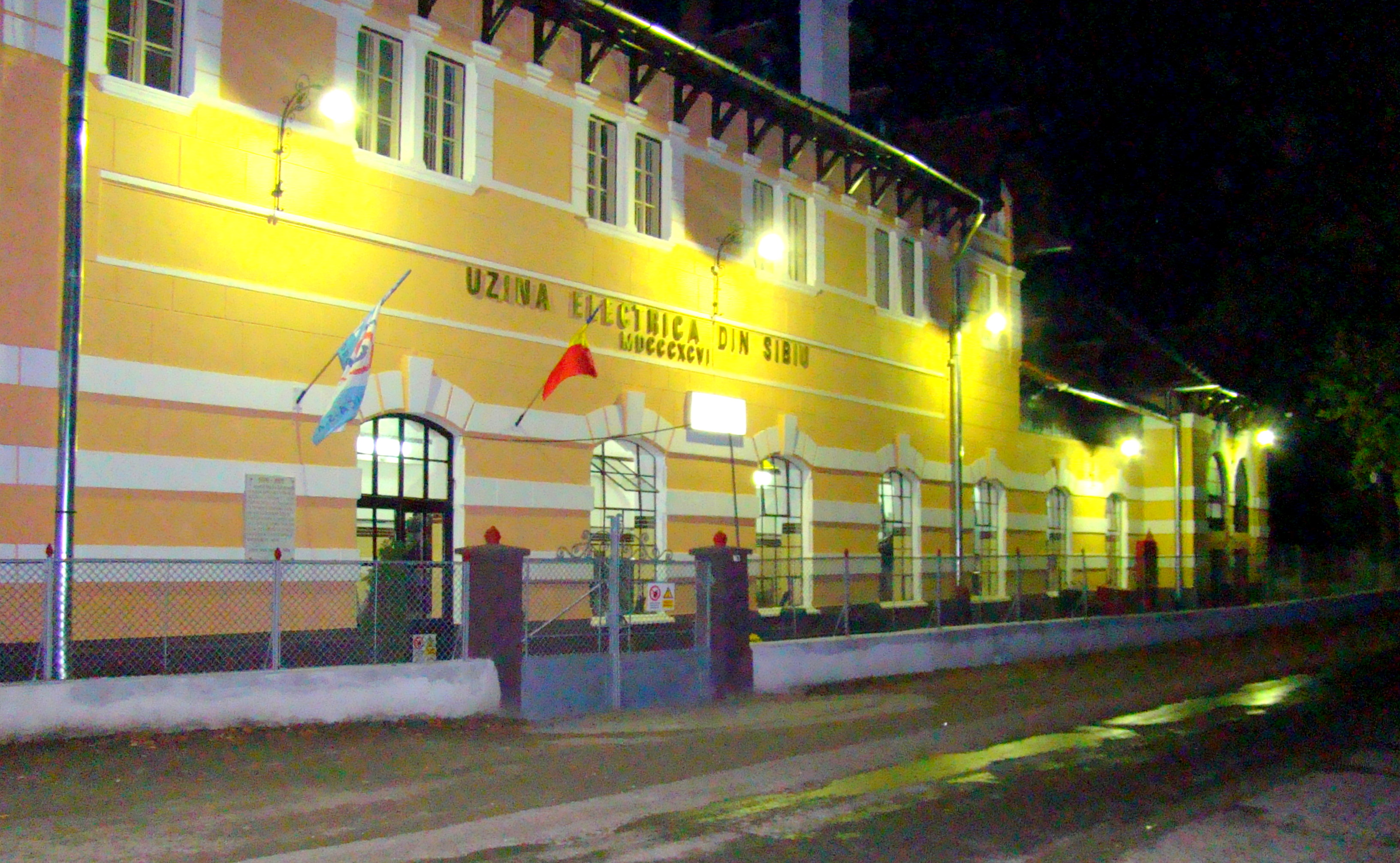
Hidrocentrala Sadu I (octombrie 2008)

Hidrocentrala Sadu I este o centrală hidroelectrică aflată pe cursul râului Sadu, la o distanță 18 km de  orașul Sibiu. Este cea mai veche centrală aflată încă în operare din România.

## Istoric și trăsături
A fost dată în exploatare în data de 16 decembrie 1896 pe un teren pus la dispoziție de  primăria din Sadu și pe  baza proiectului întocmit de inginerul Oskar von Miller.
Era echipată la început cu 3 turbine și două mașini cu aburi. Turbinele Girard au fost înlocuite succesiv în anii 1902 și 1905 cu turbine Francis de 350 CP și generatoare monofazate produse de firma GANZ&CO din Budapesta. Cele trei grupuri hidroenergetice sunt încă în exploatare.
Curentul electric produs la hidrocentrala Sadu I a permis electrificarea primei localități din țară, comuna Sadu, ulterior find electrificate și orașele Cisnădie și Sibiu.
În anul 1996, cu prilejul aniversării centenarului de la punerea în funcțiune a centralei electrice, a fost inaugurat muzeul energetic Sadu I, primul muzeu de profil din țară.

## Imagini

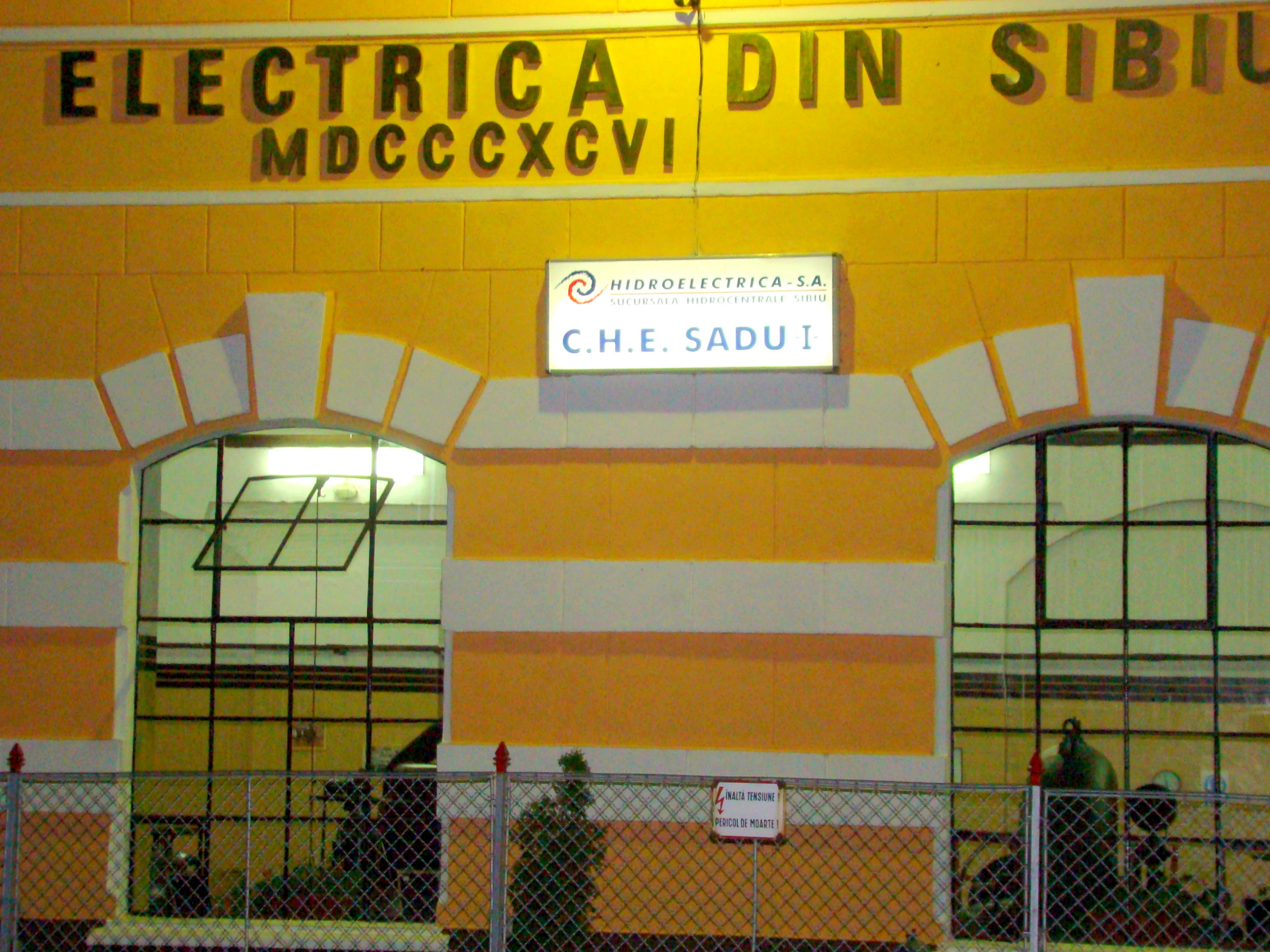